# Stanisław Kutrzeba

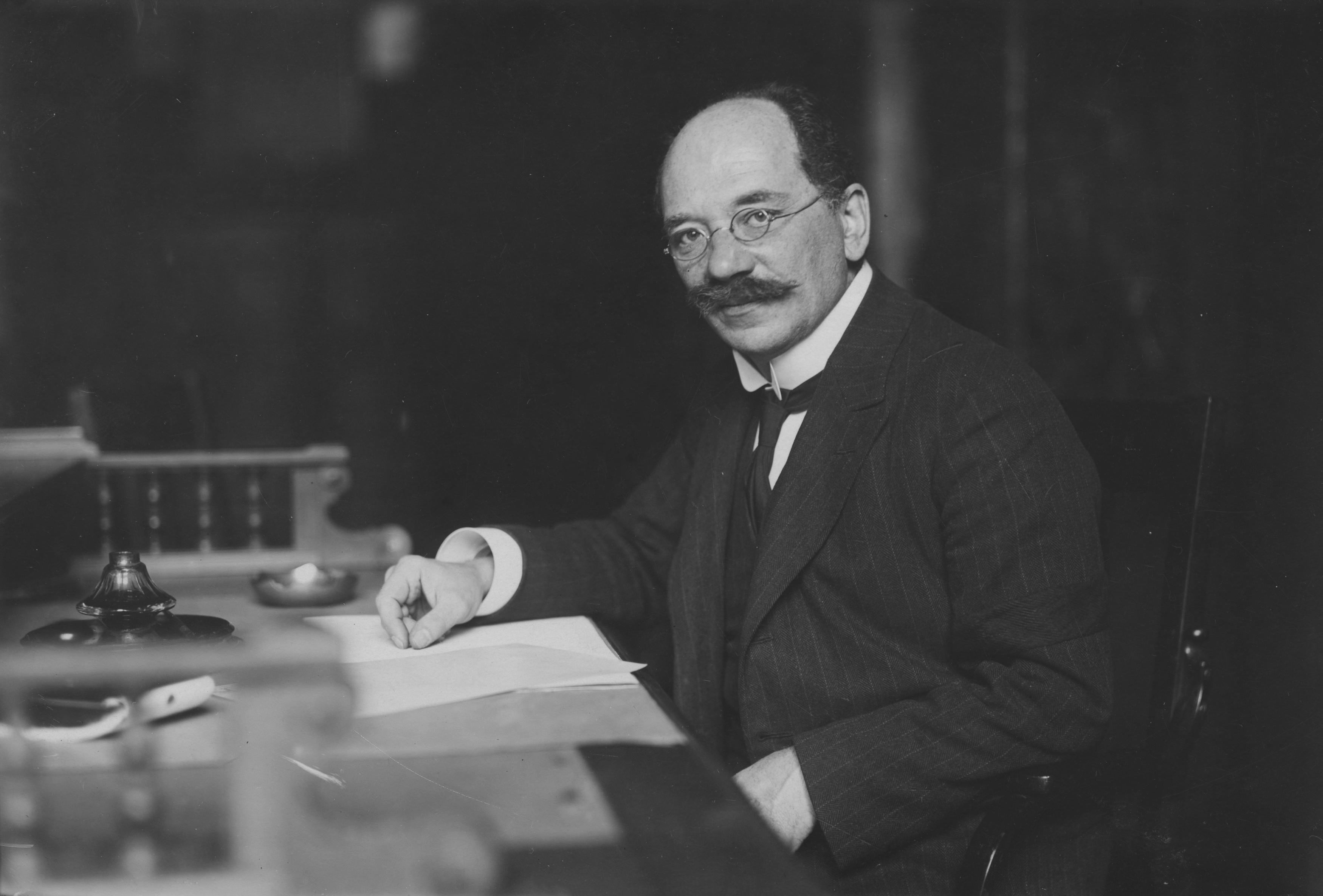
Stanisław Kutrzeba (ohne Fotograf, ohne Datum)

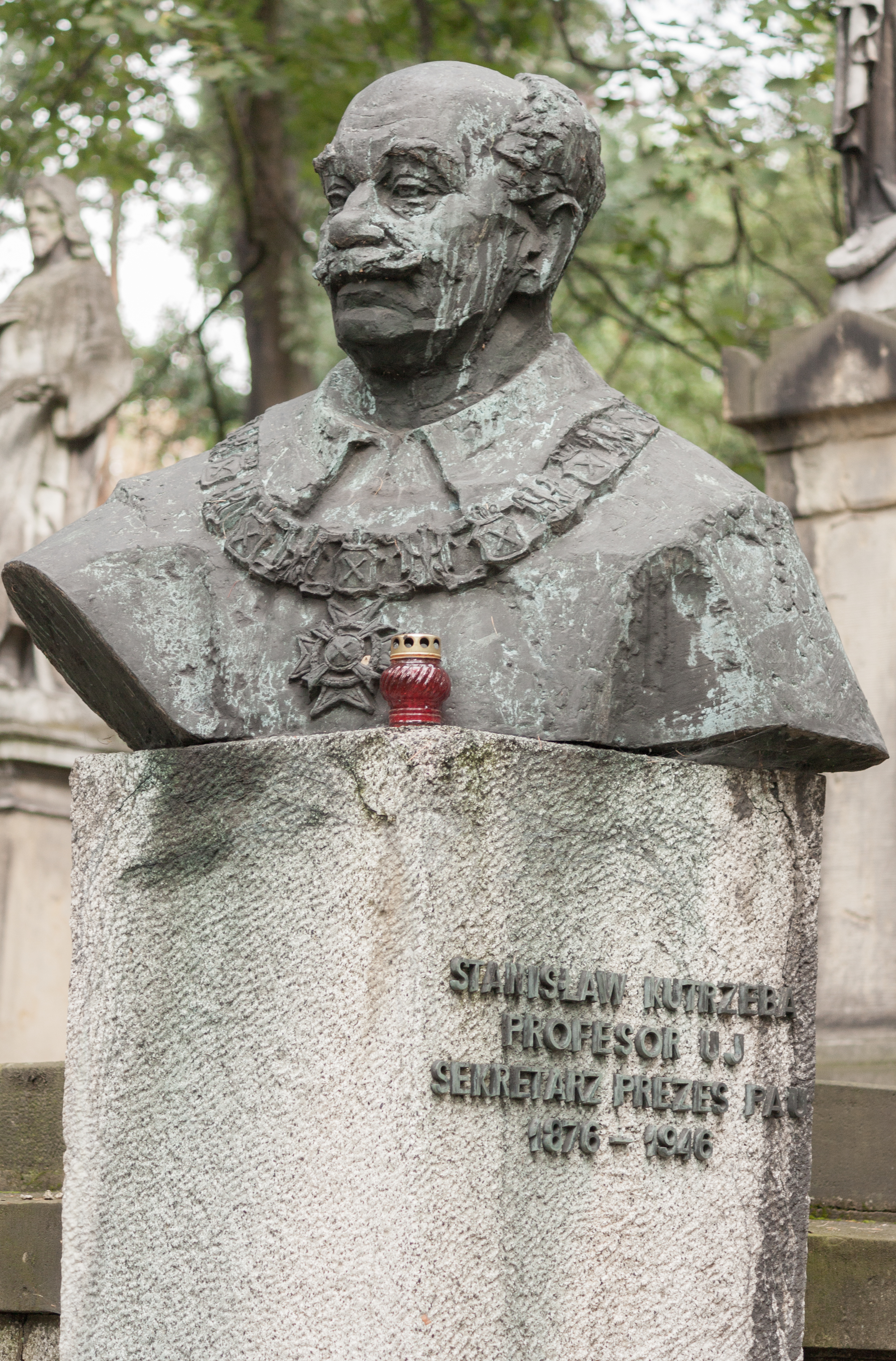
Marian Konieczny: Stanisław Kutrzeba auf dem Friedhof Rakowicki

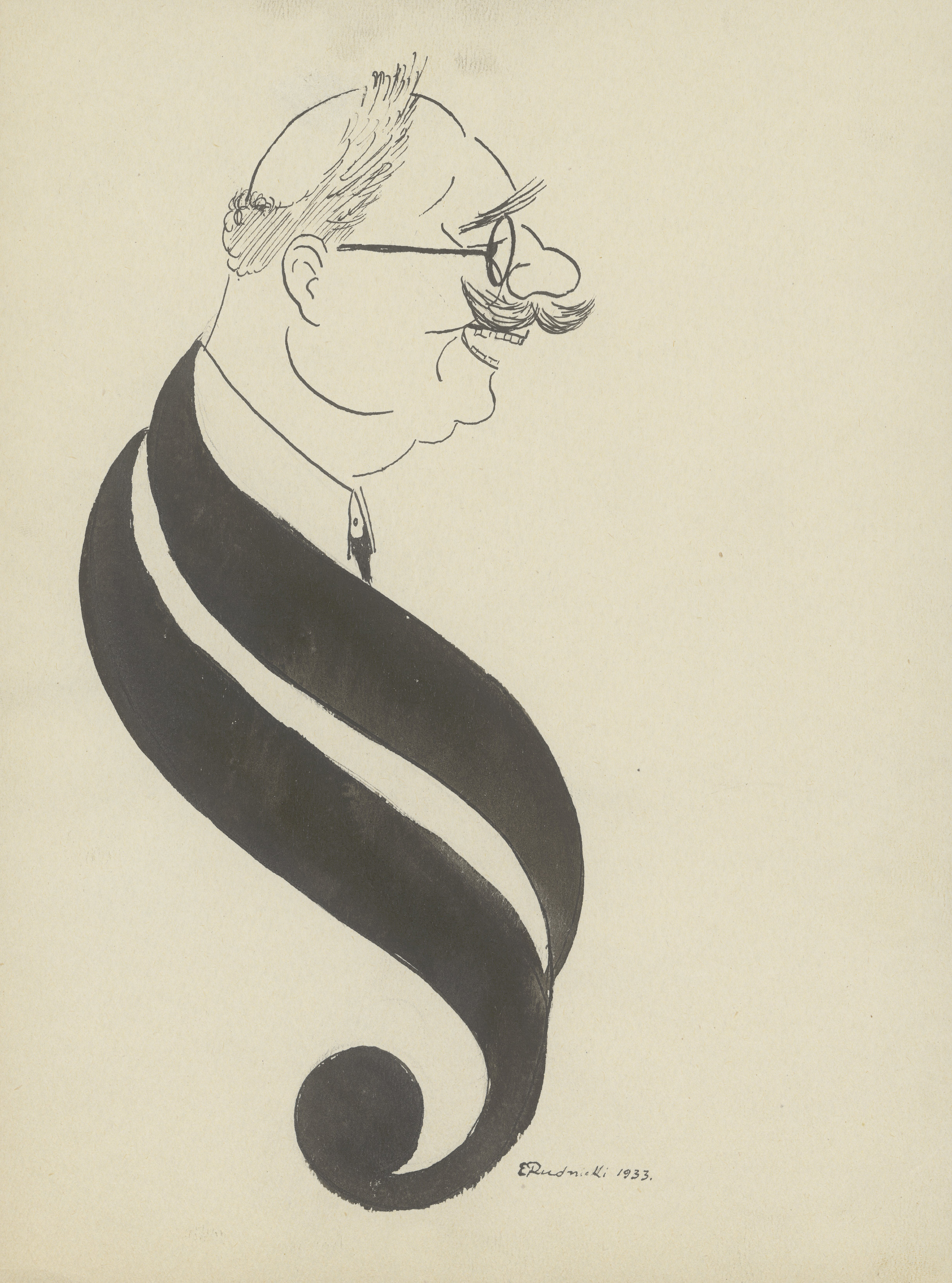
Jan Rudnicki: Stanisław Kutrzeba (1933)

Stanisław Kutrzeba (geboren 15. November 1876 in Krakau, Österreich-Ungarn; gestorben 7. Januar 1946 in Krakau) war ein polnischer Rechtshistoriker und Staatsrechtler, Politiker und Publizist.

## Leben
Stanisław Kutrzeba studierte von 1894 bis 1898 Rechtswissenschaft an der Universität Krakau. Nach der Promotion ging er 1898/99 für Archivstudien nach Paris und Rom. 1901 wurde er Adjunkt am Landesarchiv Krakau. Kutrzeba habilitierte 1908 über frühes polnisches Recht und wurde außerordentlicher Professor an der Universität Krakau. 1912 wurde er zum ordentlichen Professor berufen. Im akademischen Jahr 1913 und 1920 war er Dekan der Juristischen Fakultät, 1932/33 war er Rektor der Universität. Kutrzeba wurde 1914 als korrespondierendes Mitglied in die Polska Akademia Umiejętności (PAU) aufgenommen und wurde 1918 zum ordentlichen Mitglied ernannt. Bei der Pariser Friedenskonferenz 1919 gehörte er als Experte zur polnischen Delegation. Von 1926 bis 1939 war er Generalsekretär der PAU.
Nach der deutschen Eroberung Polens wurde Kutrzeba im November 1939 im Rahmen der Sonderaktion Krakau mit 182 anderen Hochschullehrern von den deutschen Besatzern verhaftet. Danach wurde ins Deutsche Reich verbracht, wo er in das Konzentrationslager Sachsenhausen überstellt und dort misshandelt wurde. Kutrzeba wurde nach internationalen Protesten zusammen mit den älteren Professoren im Februar 1940 aus der Konzentrationslagerhaft nach Krakau entlassen. Er führte die PAU als ihr inoffizieller Präsident und beteiligte sich an der Untergrunduniversität.
Nach Kriegsende nahm er die Lehre an der Universität wieder auf und kümmerte sich um die PAU. Im Juni 1945 nahm er in Moskau an einer Konferenz zur Bildung der provisorischen Regierung der Nationalen Einheit Polens (Rząd Jedności Narodowej) teil und wurde zum Mitglied des Landesnationalrats, des provisorischen Parlaments Polens, ernannt.

## Schriften (Auswahl)
- Przyczynek do dyplomatyki polskiej w XIII wieku (1895)
- Finanse Krakowa w wiekach średnich (1899)
- Historya rodziny Wierzynków (1899)
- Podwody miast polskich do roku 1564 (1900)
- Stosunki prawne Żydów w Polsce w XV stuleciu (1901)
- Studya do historii sądownictwa w Polsce (1901–1903)
- Handel Krakowa w wiekach średnich na tle stosunków handlowych Polski (1902)
- Taryfy celne i polityka celna w Polsce od XIII do XV wieku (1902)
- Urzędy koronne i nadworne w Polsce, ich początki i rozwój do roku 1504 (1903)
- Dawny zarząd Wawelu (1906)
- Skład sejmu polskiego, 1493–1793 (1906)
- Mężobójstwo w prawie polskiem XIV i XV wieku (1907)
- Franciszek Piekosiński jako historyk prawa polskiego (1908)
- Przyczynki do teoryi runicznej (1909)
- Kilka słów o metrykach kościelnych w Polsce (1910)
- Unia Polski z Litwą. Problem i metoda badania (1911)
- Grundriss der polnischen Verfassungsgeschichte. Übersetzung Wilhelm Christiani. Nach der 3. polnischen Auflage. Berlin: Puttkammer & Mühlbrecht, 1912
- Sprawa polska w Królestwie Polskim 1815–1915 (1916)
- Sprawa żydowska w Polsce (1918)
- Dawne polskie prawo sądowe w zarysie. Lwów : Wyd. Zakładu Narodowego Im. Ossolińskich, 1921
- Polska odrodzona : 1914–1921. Krakau: Gebethner i Wolff, 1921
- Sejm Walny dawnej Rzeczypospolitej Polskiej. Warschau: Nakl. S-Ki Akc. Polska Skladnica Pomocy Szkolnych (ungefähr 1922)
- Gdánsk-Górny Śląsk. Krakau : Gebethner i Wolff, 1923
- Polskie prawo polityczne według traktatów (1923)
- (Hrsg.): Gdańsk : Przeszlość i teraźniejszość. Lemberg : Wydawnictwo Zakładu Narodowego imienia Ossolińskich, 1928
- mit Władysław Semkowicz (Hrsg.): Akta unji Polski z Litwą : 1385–1791. Polska Akademia Umiejętności i Towarzystwo Naukowe Warszawskie. Warschau : Nakładem Polskiej Akademji Umiejętności i Towarzystwa Naukowego Warszawskiego, 1932
- (Hrsg.): Historia Śląska (1933)
- Polskie ustawy i artykuly wojskowe od XV do XVIII wieku. Krakau: Nakł. Polskiej Akademii Umiejętności, 1937
- Metoda historyczna w prawie politycznym (1938)
- Polska Akademia Umiejętności 1872–1938 (1939)
- Wstęp do nauki o państwie i prawie (1946)